# Vinfjällskivling
Vinfjällskivling (Lepiota fuscovinacea) är en svampart som beskrevs av F.H. Møller & J.E. Lange 1940. Vinfjällskivling ingår i släktet Lepiota och familjen Agaricaceae.  Arten är reproducerande i Sverige. Inga underarter finns listade i Catalogue of Life.